# Штучна гібернація
Шту́чна гіберна́ція (лат. hibernatio — зимівля, зимова сплячка, від лат. hibernus — зимовий) — штучно створений стан уповільненої життєдіяльності організму теплокровних тварин, зокрема й людини, що нагадує стан тварини в період зимової сплячки, що досягається за допомогою нейроплегічних засобів, які блокують нейроендокринні механізми терморегуляції (глибока нейроплегія).

## Переваги
На тлі штучної гібернації організм тварини або людини набуває значно більшої стійкості до кисневого голодування (гіпоксії), травм та інших несприятливих впливів. У цьому стані можливе досягнення хірургічної стадії наркозу за застосування малих доз наркотичних речовин, що важливо при виконанні великих за обсягом і тривалістю оперативних втручань. Тим не менш, в умовах штучної гібернації теплокровного організму знеболювання стає складним і малокерованим процесом. Саме з цієї причини штучна гібернація не набула значного поширення в клінічній практиці. У сучасній медичній практиці як медикаментозну підготовку до знеболювання (премедикації) застосовують зменшені дози нейроплегічних засобів.